# Caravan Palace (album)
Caravan Palace is het debuutalbum van de electroswing-groep Caravan Palace die uitgegeven werd op 20 oktober 2008. het album werd het best ontvangen in het land van oorsprong van de band, Frankrijk, waar het de 11de positie bereikte in de hitlijsten in augustus 2009 en het voor 68 aaneengesloten weken op de hitlijsten bleef staan.

## Tracks
| 1.                 | Dragons              | 4:05 |
| 2.                 | Star Scat            | 3:50 |
| 3.                 | Ended With The Night | 5:00 |
| 4.                 | Jolie Coquine        | 3:46 |
| 5.                 | Oooh                 | 1:49 |
| 6.                 | Suzy                 | 4:07 |
| 7.                 | Je M'Amuse           | 3:34 |
| 8.                 | Violente Valse       | 3:35 |
| 9.                 | Brotherswing         | 3:42 |
| 10.                | L'Envol              | 3:46 |
| 11.                | Sofa                 | 0:51 |
| 12.                | Bambous              | 3:14 |
| 13.                | Lazy Place           | 3:57 |
| 14.                | We Can Dance         | 4:23 |
| 15.                | La Caravane          | 5:05 |
| Totale duur: 54:44 |                      |      |

## Artiesten
- Hugues Payen - viool
- Arnaud Vial - gitaar
- Charles Delaporte - contrabas
- Camille Chapelière - klarinet
- Antoine Toustou - trombone, drumcomputer
- Aurélien - gitaar, dj
- Sonia Fernandez Velasco - zang